# سرما

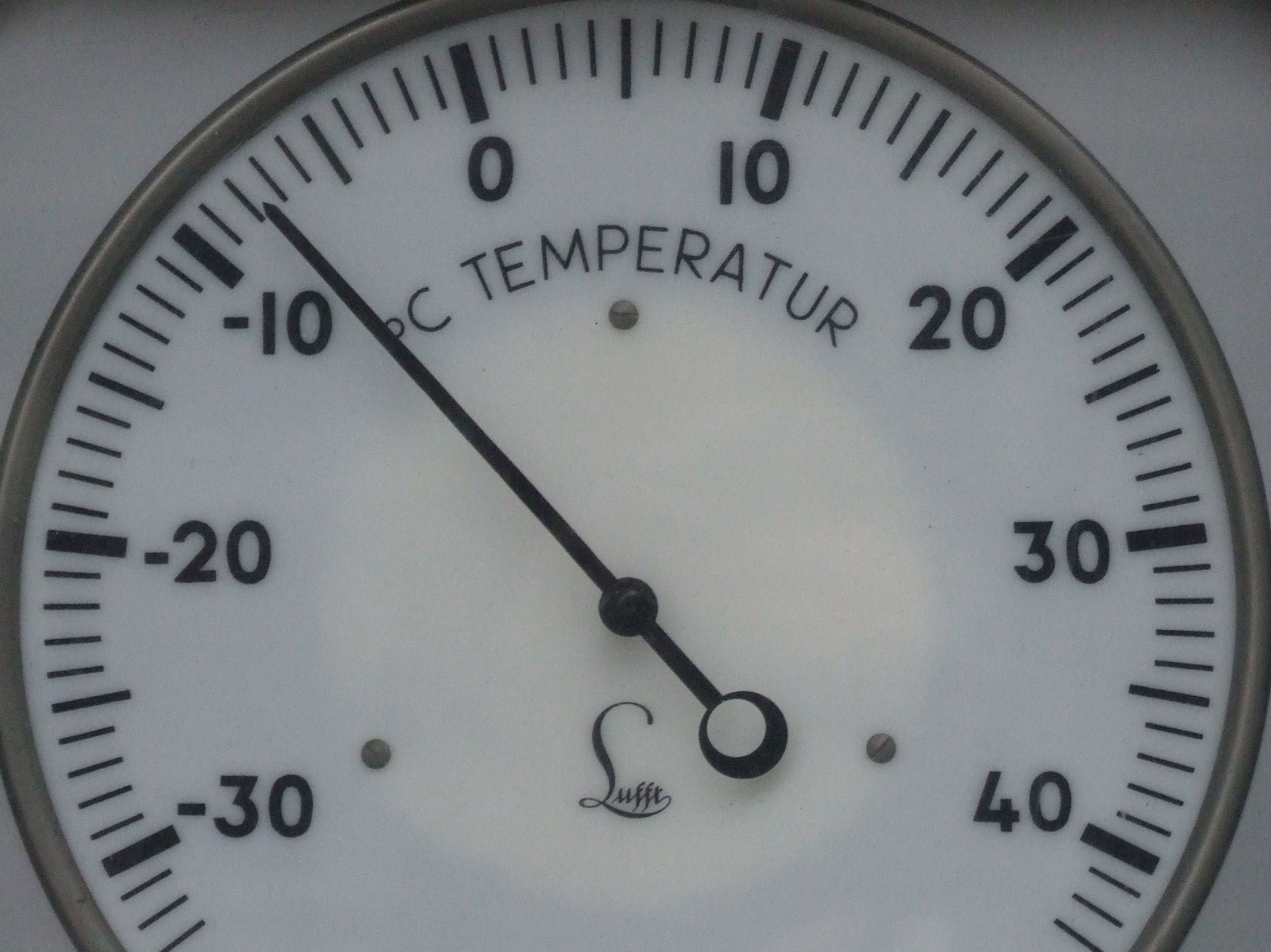
دماسنجدمای زمستان در دسامبر

سرما پدیده‌ای است که بر اثر کاهش گرما روی می‌دهد.
گرما محصول کنش انرژی است و سرما محصول عدم همرفت انرژی، به همین دلیل نمیتوان سرما را دلیل بر عدم وجود دانست. همواره انرژی در حال تکون وجود دارد که سرما حاصل آن است .به تعریف دیگر سرما عدم وجود گرما است.

## لرزش بدن انسان هنگام سرما
بدن انسان نیاز دارد درجهٔ حرارت مرکزی خود را در حد ۳۶٫۹ درجهٔ سانتی‌گراد حفظ کند. مغز شما برای جلوگیری از سرمازدگی و سایر پیامدهای سرد شدن درون آن، به دقت دما یا حرارت بدن را تحت نظارت دارد.
اگر سطح پوست بیش از حد خنک شود، گیرنده‌ای پوست پیام‌هایی را به مغز می‌فرستد که رشته‌ای از شگردهای گرم‌کننده را به راه می‌اندازد. لرزیدن یکی از این وسائل یا عکس العمل‌ها است، که در آن عضلات شما با سرعت زیاد منقبض و منبسط می‌شوند. علاوه بر جنبیدن ماهیچه‌های دست و پا، ماهیچه‌های آرواره هم ممکن است شروع به لرزش کنند و در نتیجه دندان‌هایتان به هم بخورند. این فعالیت غیرارادی عضلاتی گرما تولید می‌کند که به بدن کمک می‌کند تا درجهٔ حرارتش را بالا ببرد. این حالت همچنین هشداری برای شما است که خود را به پناهگاهی گرم و نوشیدنی داغ برسانید.

## تولید سرما (عدم گرما)
همچنین می‌توان از راه‌های تولید سرما (عدم گرما) تبخیر سطحی و اعمالی همچون چگالش و سرمایش نام برد. در واقع سرما با از بین رفتن گرما تشکیل می شود و عدم گرما باعث سرما می شود.